# Ben Bernie and All the Lads
Ben Bernie and All the Lads — музыкальный короткометражный фильм, снятый Ли де Форестом в конце 1924 или в 1925 году. Скрипач Бен Берни и его оркестр сыграли джазовый стандарт Sweet Georgia Brown. Фильм считается предтечей звукового кино.

## Контекст

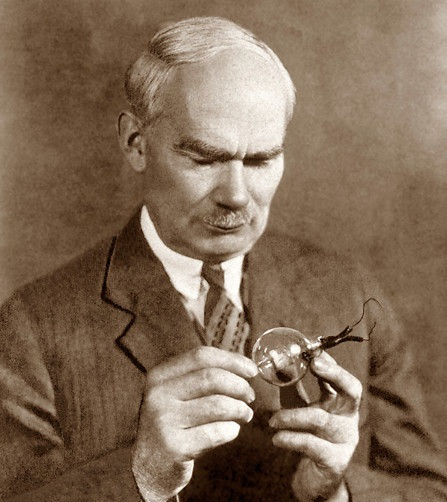
Ли де Форест

Фильм Ben Bernie and All the Lads считается одной из первых попыток задокументировать джазовую музыку в новом звуковом кино. Был интерпретирован джазовый номер Sweet Georgia Brown, написанный Беном Берни, Масео Пинкардом и Кеннетом Кейси. Фильм также содержит первое задокументированное на киноплёнке саксофонное соло, в исполнении Джека Петтиса; пианистом был Оскар Левант.
Фильм основан на экспериментах инженеров Орландо Келлума (1889—1942) и Ли де Фореста, которые разработали методы соединения изображения и звука в кино и сняли ряд музыкальных фильмов. Среди других ранних музыкальных фильмов команды были A Bit of Jazz (Орландо Э. Келлум, 1921, с банджоистом Фредом Ван Эпсом), Songs of Yesterday (Ли де Форест, 1922, с Abbie Mitchell’s New York Dixie Review) и Noble Sissle and Eubie Blake Sing Snappy Songs (1923).
За несколько лет до прорыва музыкального кино с выходом на экраны ленты от Warner Brothers / Vitaphone «Певец джаза» (1927) история музыки в кино началась с серии звуковых фильмов, произведенных Де Форестом и проданных через кинотеатры. Музыкальный фильм Ben Bernie and All the Lads был спродюсирован корпорацией De Forest Phonofilm Corporation, но не имел коммерческого успеха.

## Неопубликованные материалы к фильму
Помимо фрагмента (2:42) Sweet Georgia Brown, другие произведения, записанные в 1925 году, были отреставрированы и опубликованы только в более поздние годы:
- Попурри из песен Джорджа Гершвина и Винсента Йоманса, состоящее из «Rose Marie» (опубликовано в 1924 году Отто Харбахом, Оскаром Хаммерстайном II и Рудольфом Фримлем), «Oh, Lady Be Good![англ.]» (1924, Джордж и Айра Гершвин), «Tell Her in the Springtime» (1924, Ирвинг Берлин), «Rose Marie» (повторение), «Indian Love Call[англ.]» (1924, Отто Харбах, Оскар Хаммерштейн II и Рудольф Фримль), «Tea for Two» (1924, Винсент Юманс, Ирвинг Сизар) и «Fascinatin’ Rhythm» (1924, Джордж и Ира Гершвин).
- Craving (опубликована в 1925 году, написано Беном Берни, Филипом Чаригом, Кеннетом Кейси и Уильямом Льюисом),
- Titina (опубликована под названием Je cherche après Titine, написана Элишей Ронном, Марселем Берталом, Луи Мобоном, Лео Данидерффом), песня исполнялась во французских мюзик-холлах и кафе-шантанах на рубеже веков. В 1936 году песня была использована в фильме Чарли Чаплина «Новые времена».

Некоторые из этих номеров были записаны Беном Берни и его оркестром для Vocalion Records в конце 1924 — начале 1925 года.

## Реставрация
Реставрацию всего материала, записанного для Ben Bernie and All the Lads, провёл Рэй Пойнтер; смонтированный 12-минутный фильм был выпущен в 2003 году в сборнике First Sound of the Movies, Birth of the Talkies.
Список номеров:
1. Medley of Songs [0:00-3:59]
2. Craving [4:00-6:36]
3. Titina [6:37-9:18]
4. Sweet Georgia Brown [9:19-12:02]